# Sân bay Papa Westray
Sân bay Papa Westray (IATA: PPW, ICAO: EGEP) là sân bay tọa lạc 22 NM (41 km; 25 mi) về phía bắc sân bay Kirkwall trên Papa Westray, các đảo Orkney, Scotland. Sân bay này là một trong hai sân bay có tuyến bay chuyến bay thường lệ ngắn nhất trên thế giới, một chặng của bay liên đảo của hãng Loganair, đến sân bay Westray. Khoảng cách là 2,8 k và thời gian bay theo lịch trình, bao gồm thời gian chạy trên đường lăn, là hai phút.
Sân bay Papa Westray có CAA Giấy phép thông thường (Số P542) cho phép các chuyến bay vận chuyển hành khách công cộng và hướng dẫn bay theo ủy quyền của người được cấp phép (Hội đồng quần đảo Orkney). Sân bay không được cấp phép sử dụng vào ban đêm.

## Hãng hàng không và lộ trình
| Hãng hàng không | Các điểm đến                       |
| --------------- | ---------------------------------- |
| Loganair        | Kirkwall, North Ronaldsay, Westray |